# Bianca Nawrath
Bianca Nawrath (* 1997 in Berlin) ist eine deutsche Schauspielerin und Autorin.

## Leben
Bianca Nawrath stand mit vierzehn Jahren als Moderatorin der Jugendsendung Bubble Gum TV in Berlin erstmals vor der Kamera. Außerdem sammelte sie während der Schulzeit erste Schauspielerfahrungen als Teil einer Schauspielgruppe. Nach dem Abitur am Friedrich-Engels-Gymnasium in Berlin 2016 begann sie ein Journalismus-Studium an der Dekra Hochschule für Medien, das sie 2019 abschloss.
2017 verkörperte sie in der VOX-Fernsehserie Das Wichtigste im Leben (Erstausstrahlung 2019) die Rolle der Luna Fankhauser. 2018 war sie in der Folge Der Fall Wendt der ZDF-Fernsehserie SOKO Leipzig sowie in der Episode Junge Herzen der Comedyserie jerks. zu sehen. 2019 hatte sie eine Episodenrolle in der Folge Notlösungen der ARD-Serie In aller Freundschaft – Die jungen Ärzte und stand für die Folge Neubeginn der ZDF-Serie Bettys Diagnose vor der Kamera. In den Filmen Klassentreffen 1.0 (2018) und der Fortsetzung Die Hochzeit (2020) verkörperte sie die Rolle der Sarah. Auch für das Drama Six Minutes to Midnight stand sie vor der Kamera.
Im ARD-Fernsehfilm Papa hat keinen Plan hatte sie 2019 an der Seite von Lucas Gregorowicz eine Hauptrolle als dessen Tochter Mia. In der VOX-Fernsehserie Rampensau war sie im selben Jahr in der Rolle der Mia zu sehen. Außerdem stand sie 2019 für die Märchenverfilmung Der starke Hans vor der Kamera, in der sie die Hauptrolle der Prinzessin Sarah spielte. In der zweiten Staffel der ARD-Serie Falk verkörpert sie Sophies Tochter Marie. Im Netflix-Horrorthriller Old People (2022) spielte sie an der Seite von Melika Foroutan die Rolle von deren Tochter Laura.
Seit September 2022 verkörpert Nawrath in der ARD-Fernsehkrimireihe Lost in Fuseta als Zara Pinto eine der Hauptrollen an der Seite von Jan Krauter, Eva Meckbach und Daniel Christensen. Anfang September 2022 wurde der Fernsehzweiteiler Lost in Fuseta – Ein Krimi aus Portugal gesendet, die zweiteilige Fortsetzung Spur der Schatten Anfang April 2024.
In der vierten Staffel der Serie WaPo Duisburg übernahm sie 2024 die Rolle der Hospitantin und Tochter des Polizeipräsidenten Klara Proske.
2021 veröffentlichte sie im Ecco Verlag ihren Debütroman Iss das jetzt, wenn du mich liebst. Weitere Bücher folgten. Bianca Nawrath ist Autorin einer Kolumne auf Zeit online.
Nawraths Eltern stammen aus Polen und kamen 1989 nach Deutschland. Sie spricht Deutsch und Polnisch.

## Filmografie (Auswahl)
- 2018: SOKO Leipzig – Der Fall Wendt
- 2018: Klassentreffen 1.0
- 2018: jerks. – Junge Herzen
- 2019: Papa hat keinen Plan (Fernsehfilm)
- 2019: Rampensau (Fernsehserie, 9 Episoden)
- 2019: In aller Freundschaft – Die jungen Ärzte – Notlösungen
- 2019: Abikalypse
- 2019: Das Wichtigste im Leben (Fernsehserie, 10 Episoden)
- 2020: Schwester, Schwester – Hier liegen Sie richtig! – Praxis Doktor Schlauchboot
- 2020: Bettys Diagnose – Neubeginn
- 2020: Die Hochzeit
- 2020: WaPo Berlin – Die Inszenierung eines Lebens
- 2020: Six Minutes to Midnight
- 2020: Unter anderen Umständen: Lügen und Geheimnisse (Fernsehreihe)
- 2020: Falk (Fernsehserie, 6 Episoden)
- 2020: Der starke Hans (Märchenfilm der ARD-Reihe Sechs auf einen Streich)
- 2020: Julia muss sterben
- 2021: Die Toten von Marnow (Fernsehserie)
- 2021: Letzte Spur Berlin – Nähe (Fernsehserie)
- 2021: In aller Freundschaft: Mit offenen Karten (Fernsehserie)
- 2022: Inventing Anna – Too Rich for Her Blood (Fernsehserie)
- seit 2022: Lost in Fuseta (Fernsehreihe)
  - 2022: Lost in Fuseta – Ein Krimi aus Portugal (Zweiteiler)
  - 2024: Lost in Fuseta – Spur der Schatten (Zweiteiler)
- 2022: Old People
- 2022: Krauses Weihnacht (Fernsehreihe)
- 2022: Gestern waren wir noch Kinder (Fernsehserie)
- 2023: Miss Merkel – Mord im Schloss (Fernsehfilm)
- 2023: Der Alte – Der große Bruder (Fernsehserie)
- 2023: Rosamunde Pilcher: Schlagzeile Liebe (Fernsehreihe)
- 2023: Malibu – Küss den Frosch (Fernsehreihe)
- 2023: SOKO Wismar – Holz fällt! (Fernsehserie)
- 2024: Finsteres Herz – Die Toten von Marnow 2 (Fernsehserie)
- seit 2025: WaPo Duisburg (Fernsehserie)

## Publikationen
- 2021: Iss das jetzt, wenn du mich liebst, Ecco Verlag, Hamburg 2021, ISBN 978-3-7530-0002-2.
- 2022: Wenn ich dir jetzt recht gebe, liegen wir beide falsch. Ecco Verlag, Hamburg 2022, ISBN 978-3-7530-0055-8.
- 2023: Wann hat das Konzept der Grenze eigentlich sein letztes Update erhalten? (mit Anna Kniazieva), HarperCollins Taschenbuch, Hamburg 2023, ISBN 978-3-365-00319-0.
- 2023: Erstens kommt es anders, Roman, HarperCollins, Hamburg 2023, ISBN 978-3-365-00433-3.